# Герб Дубна
Герб Ду́бна — офіційний геральдичний символ міста Дубна Рівненської області, затверджений 4 жовтня 1995 року рішенням № 84 Дубенської міської ради.

## Опис
У синьому полі 6-променева зірка, під нею півмісяць ріжками вгору, над ними — півкільце із загостреним виступом (т.зв. «острога»); усі фігури — золоті. Щит обрамований декоративним картушем та увінчаний срібною міською короною.
Автор — Андрій Гречило.

## Зміст
Герб реконструйовано за міським знаком XVII ст. У його основі — видозміна герба князів Острозьких. У період 1991–1995 років в місті був інший варіант герба.

## Історія

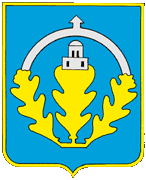
Герб Дубна 1991-1995 рр.

У 1991 році було затверджено перший варіант герба Дубна у часи незалежної України, що було зроблено рішенням VII сесії Дубенської міської Ради народних депутатів Рівненської області від 4 жовтня 1991 р. Герб проіснував до 1995 року, коли було затверджено сучасний герб міста.